# Ascalenia bifasciella
Ascalenia bifasciella ist ein Schmetterling (Nachtfalter) aus der Familie der Chrysopeleiidae.

## Merkmale
Die Falter erreichen eine Flügelspannweite von 7 bis 10 Millimeter. Kopf, Thorax und Tegulae sind dunkel bräunlich grau, die Schuppen haben hier hellgraue Spitzen. Thorax und Tegulae sind vorn fahl ockergrau und hinten dunkel bräunlich grau. Die Vorderflügel sind dunkel bräunlich grau und mit an den Spitzen hellgrauen Schuppen gesprenkelt. Eine breite grauweiße Binde befindet sich bei 1/3 der Vorderflügellänge, sie reicht nicht bis zur Costalader und bis zum Flügelinnenrand. Eine weitere Binde verläuft bei 2/3 der Vorderflügellänge von der Costalader bis zum Flügelinnenrand. Die Fransenschuppen sind am Apex bräunlich grau und in Richtung Flügelinnenrand ockergrau. Die Hinterflügel glänzen hellgrau und sind am Apex mehr ockerfarben. Die Fransenschuppen sind fahl ockergrau. Das Abdomen glänzt dorsal fahl grau, ventral ist es bräunlich grau. Bei den Männchen sind das Afterbüschel und die Segmente sechs und sieben des Abdomens dunkel bräunlich grau.
Bei den Männchen ist der Uncus sehr schmal und gebogen. Er weitet sich distal. Die Valven haben einen großen rundlichen basalen und einen gekrümmten caudalen Teil. An der Basis befindet sich eine große, grobe Borste. Eine einzelne lange Borste befindet sich an der äußeren Oberfläche, zwei weitere ähnliche Borsten sind am Rand des distalen Teils zu finden. Auf der inneren Oberfläche befindet sich eine Reihe kurzer und gebogener Borsten. Der Aedeagus ist lang und schlank, er verjüngt sich distal.
Bei den Weibchen ist die schlitzförmige Ausbuchtung des siebenten Sternits breit. Die Falte des sechsten Sternits ist ziemlich flach, der hintere Rand ist nahezu gerade und hat in der Mitte eine kleine Einkerbung. Das Ostium ist an der Seite von zwei sklerotisierten und gebogenen Kränzen umgeben. Laterocaudal gelegen befinden sich paarige kleine Schildchen mit netzartiger Struktur. Der Ductus bursae ist ziemlich lang und verläuft in einigen Windungen. Das sklerotisierte Längsband ist schmal, es verbreitert sich in Richtung Corpus bursae. Dieser ist eiförmig und hat zwei große, trichterförmige Signa.

## Verbreitung
Ascalenia bifasciella ist in Nordafrika verbreitet.

## Biologie
Die Biologie der Art ist unbekannt. Falter wurden von April bis Juni gefangen.

## Systematik
Der Typus von Elachista bizonatella wurde kürzlich im Natural History Museum in London wiedergefunden. Obwohl dem Exemplar das Abdomen fehlt, so ist es doch wegen der auffälligen weißlichen Binden auf den Vorderflügeln mit Ascalenia bifasciella konspezifisch.
- Elachista bizonatella Turati, 1930

## Belege
1. 1 2 3 4 5 6  J. C. Koster, S. Yu. Sinev: Momphidae, Batrachedridae, Stathmopodidae, Agonoxenidae, Cosmopterigidae, Chrysopeleiidae. In: P. Huemer, O. Karsholt, L. Lyneborg (Hrsg.): Microlepidoptera of Europe. 1. Auflage. Band 5. Apollo Books, Stenstrup 2003, ISBN 87-88757-66-8, S. 182 (englisch).